# Boxe nos Jogos Olímpicos de Verão de 2000
O boxe nos Jogos Olímpicos de Verão de 2000 foram disputados no Sydney Convention and Exhibition Centre (centro de convencão e exibição) em Sydney, na Austrália.
Trezentos e vinte boxeadores de 74 países competiram nas doze categorias, com 28 atletas por categoria, a exceção das categorias pesado e super-pesado que contaram com 16 participantes.

## Eventos do boxe
Masculino: Peso mosca-ligeiro | Peso mosca | Peso galo | Peso pena | Peso leve | Peso meio-médio-ligeiro | Peso meio-médio | Peso super-médio | Peso médio | Peso meio-pesado | Peso pesado | Peso super-pesado

## Peso mosca-ligeiro (-48 kg)
| Pos. | País                  | Atletas       |
| ---- | --------------------- | ------------- |
|      | França (FRA)          | Brahim Asloum |
|      | Espanha (ESP)         | Rafael Lozano |
|      | Cuba (CUB)            | Maikro Romero |
|      | Coreia do Norte (PRK) | Kim Un-Chol   |

## Peso mosca (até 51 kg)
| Pos. | País              | Atletas            |
| ---- | ----------------- | ------------------ |
|      | Tailândia (THA)   | Wijan Ponlid       |
|      | Cazaquistão (KAZ) | Bulat Jumadilov    |
|      | França (FRA)      | Jérôme Thomas      |
|      | Ucrânia (UKR)     | Vladimir Sidorenko |

## Peso galo (até 54 kg)
| Pos. | País                 | Atletas              |
| ---- | -------------------- | -------------------- |
|      | Cuba (CUB)           | Guillermo Rigondeaux |
|      | Rússia (RUS)         | Raimkul Malakhbekov  |
|      | Ucrânia (UKR)        | Sergiy Danylchenko   |
|      | Estados Unidos (USA) | Clarence Vinson      |

## Peso pena (até 57 kg)
| Pos. | País                 | Atletas             |
| ---- | -------------------- | ------------------- |
|      | Cazaquistão (KAZ)    | Bekzat Sattarkhanov |
|      | Estados Unidos (USA) | Ricardo Juarez      |
|      | Marrocos (MAR)       | Tahar Tamsamani     |
|      | Rússia (RUS)         | Kamil Djamaloudinov |

## Peso leve (até 60 kg)
| Pos. | País          | Atletas           |
| ---- | ------------- | ----------------- |
|      | Cuba (CUB)    | Mario Kindelán    |
|      | Ucrânia (UKR) | Andriy Kotelnyk   |
|      | México (MEX)  | Cristián Bejarano |
|      | Rússia (RUS)  | Alexandr Maletin  |

## Peso meio-médio-ligeiro (até 63,5 kg)
| Pos. | País                 | Atletas                   |
| ---- | -------------------- | ------------------------- |
|      | Uzbequistão (UZB)    | Mahammatkodir Abdoollayev |
|      | Estados Unidos (USA) | Ricardo Williams          |
|      | Argélia (ALG)        | Mohamed Allalou           |
|      | Cuba (CUB)           | Diógenes Luna             |

## Peso meio-médio (até 67 kg)
| Pos. | País           | Atletas         |
| ---- | -------------- | --------------- |
|      | Rússia (RUS)   | Oleg Saitov     |
|      | Ucrânia (UKR)  | Sergey Dotsenko |
|      | Moldávia (MDA) | Vitaly Grusac   |
|      | Romênia (ROM)  | Dorel Simion    |

## Peso super-médio (até 71 kg)
| Pos. | País                 | Atletas             |
| ---- | -------------------- | ------------------- |
|      | Cazaquistão (KAZ)    | Yermakhan Ibraimov  |
|      | Romênia (ROM)        | Marian Simion       |
|      | Tailândia (THA)      | Pornchai Thongburan |
|      | Estados Unidos (USA) | Jermain Taylor      |

## Peso médio (até 75 kg)
| Pos. | País             | Atletas               |
| ---- | ---------------- | --------------------- |
|      | Cuba (CUB)       | Jorge Gutiérrez       |
|      | Rússia (RUS)     | Gaydarbek Gaydarbekov |
|      | Azerbaijão (AZE) | Vugar Alakparov       |
|      | Hungria (HUN)    | Zsolt Erdei           |

## Peso meio-pesado (até 81 kg)
| Pos. | País                  | Atletas           |
| ---- | --------------------- | ----------------- |
|      | Rússia (RUS)          | Alexandre Lebziak |
|      | República Checa (CZE) | Rudolf Kraj       |
|      | Ucrânia (UKR)         | Andriy Fedchuk    |
|      | Uzbequistão (UZB)     | Sergey Mihaylov   |

## Peso pesado (até 91 kg)
| Pos. | País           | Atletas             |
| ---- | -------------- | ------------------- |
|      | Cuba (CUB)     | Félix Savón         |
|      | Rússia (RUS)   | Sultan Ibragimov    |
|      | Geórgia (GEO)  | Vladimer Tchanturia |
|      | Alemanha (GER) | Sebastian Köber     |

## Peso super-pesado (+ 91 kg)
| Pos. | País               | Atletas                |
| ---- | ------------------ | ---------------------- |
|      | Grã-Bretanha (GBR) | Audley Harrison        |
|      | Cazaquistão (KAZ)  | Mukhtarkhan Dildabekov |
|      | Itália (ITA)       | Paolo Vidoz            |
|      | Uzbequistão (UZB)  | Rustam Saidov          |

## Quadro de medalhas do boxe
| Ordem | País                | Medalha de ouro | Medalha de prata | Medalha de bronze | Total |
| ----- | ------------------- | --------------- | ---------------- | ----------------- | ----- |
| 1     | CUB Cuba            | 4               | 0                | 2                 | 6     |
| 2     | RUS Rússia          | 2               | 3                | 2                 | 7     |
| 3     | KAZ Cazaquistão     | 2               | 2                | 0                 | 4     |
| 4     | UZB Uzbequistão     | 1               | 0                | 2                 | 3     |
| 5     | FRA França          | 1               | 0                | 1                 | 2     |
| 5     | THA Tailândia       | 1               | 0                | 1                 | 2     |
| 7     | GBR Grã-Bretanha    | 1               | 0                | 0                 | 1     |
| 8     | UKR Ucrânia         | 0               | 2                | 3                 | 5     |
| 9     | USA Estados Unidos  | 0               | 2                | 2                 | 4     |
| 10    | ROM Romênia         | 0               | 1                | 1                 | 2     |
| 11    | ESP Espanha         | 0               | 1                | 0                 | 1     |
| 11    | CZE República Checa | 0               | 1                | 0                 | 1     |
| 13    | GER Alemanha        | 0               | 0                | 1                 | 1     |
| 13    | ALG Argélia         | 0               | 0                | 1                 | 1     |
| 13    | AZE Azerbaijão      | 0               | 0                | 1                 | 1     |
| 13    | PRK Coreia do Norte | 0               | 0                | 1                 | 1     |
| 13    | GEO Geórgia         | 0               | 0                | 1                 | 1     |
| 13    | HUN Hungria         | 0               | 0                | 1                 | 1     |
| 13    | ITA Itália          | 0               | 0                | 1                 | 1     |
| 13    | MAR Marrocos        | 0               | 0                | 1                 | 1     |
| 13    | MEX México          | 0               | 0                | 1                 | 1     |
| 13    | MDA Moldávia        | 0               | 0                | 1                 | 1     |